# Yumi Maruyama
Pour les articles homonymes, voir Egami et Maruyama.
Yumi Maruyama (丸山 由美, Maruyama Yumi), née Yumi Egami (江上 由美, Egami Yumi), est une joueuse japonaise de volley-ball née le 30 novembre 1957 à Setagaya.

## Biographie
Yumi Maruyama fait partie de l'équipe du Japon de volley-ball féminin médaillée de bronze aux Jeux olympiques d'été de 1984 à Los Angeles. Elle est également quatrième  aux Jeux olympiques d'été de 1988 à Séoul.
Elle se marie en 1986 avec le joueur de volley-ball Takashi Maruyama, participant aux Jeux de 1976.